# کلوین اسمیت

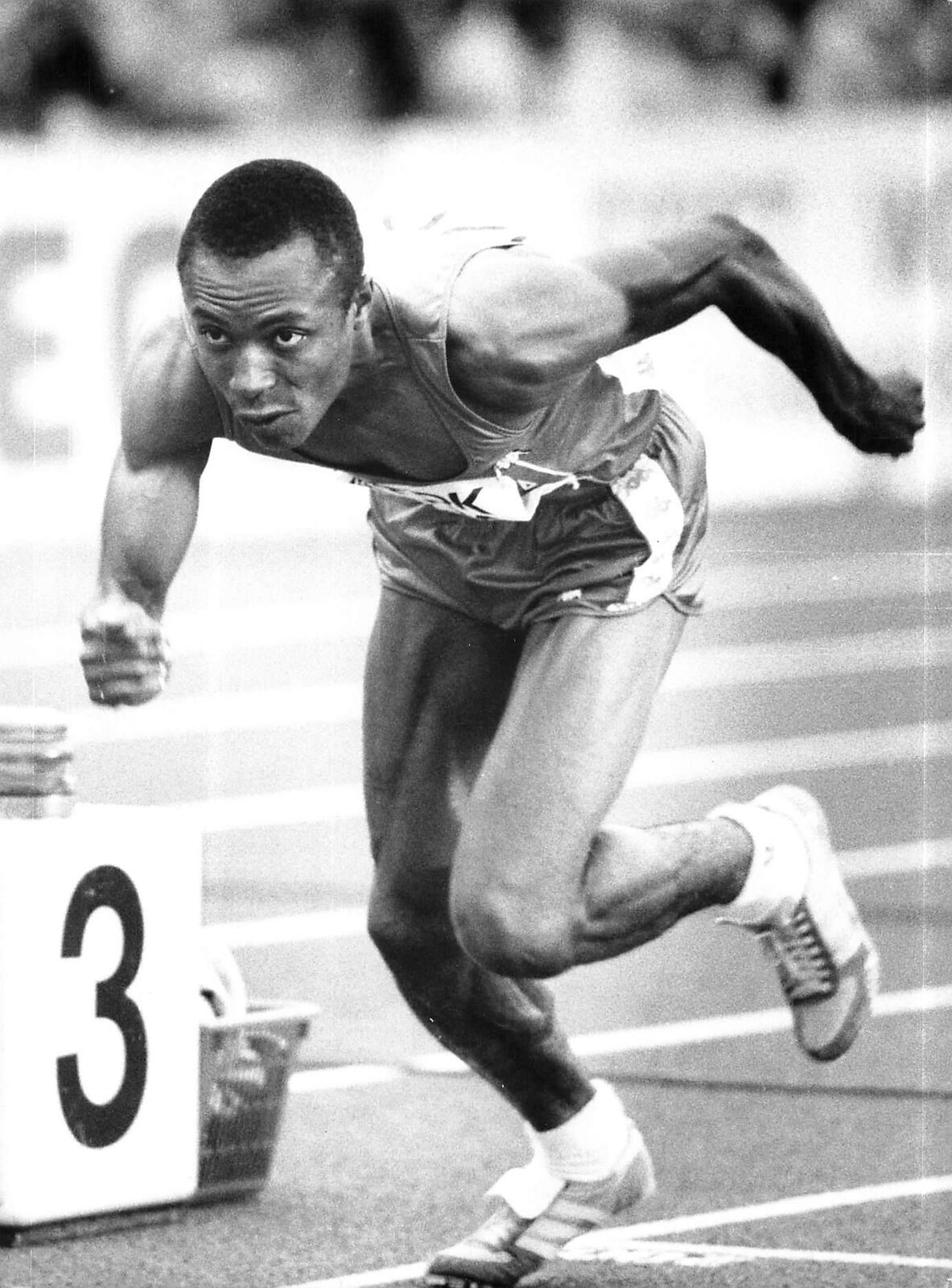
عکس کلوین اسمیت در یکی از مسابقاتش

 کلوین اسمیت (انگلیسی: Calvin Smith؛ زادهٔ ۸ ژانویهٔ ۱۹۶۱) یک ورزشکار اهل ایالات متحده آمریکا است.
وی در بازی‌های المپیک ۲ مدال و در مسابقات جهانی ۴ مدال کسب کرده‌است.